# Earl Wolff
Earl Wolff (ur. 15 grudnia 1989 w Raeford) – amerykański zawodnik futbolu amerykańskiego, grający na pozycji safety. W rozgrywkach akademickich NCAA występował w drużynie North Carolina State.
W roku 2013 przystąpił do draftu NFL. Został wybrany przez drużynę Philadelphia Eagles w piątej rundzie (136. wybór). W drużynie z Pensylwanii występuje do tej pory.